# Siegfried Borris
Siegfried Borris (ur. 4 listopada 1906 w Berlinie, zm. 23 sierpnia 1987 tamże) – niemiecki kompozytor, muzykolog i pedagog.

## Życiorys
Studia rozpoczął na wydziale ekonomicznym. Jednak w roku 1929 zrezygnował z nich na rzecz muzyki. Zaczął wtedy uczyć się kompozycji od Paula Hindemitha. Dwa lata później podjął naukę muzykologii u Arnolda Scheringa. W 1933 zakończył studia uzyskując doktorat na podstawie pracy pt.: Kirnbergers Leben und WErk und seine Bedeutung in Berliner Musikkreis um 1750. 
W latach 1929–1933 był docentem berlińskiej Musikhochschule, później, przez cały okres rządów nazistów, nauczał prywatnie. W 1945 został profesorem tej właśnie szkoły, w której wcześniej był docentem. Działał wtedy jako pierwszy przewodniczący w Institut für Neue Musik und Musikerziehung w Darmstadcie. 
Wspólnie z Ernstem Krausem od 1969 redagował czasopismo Musik und Bildung. Jest autorem popularnego podręcznika harmonii oraz wielu prac dotyczących muzyki współczesnej, w których rozpatruje ją w aspekcie zróżnicowanych przejawów współczesnej kultury muzycznej.
W 1972 roku odznaczony Krzyżem Zasługi I Klasy Orderu Zasługi Republiki Federalnej Niemiec.

## Twórczość
Siegfried Borris skomponował pięć symfonii, suity, koncerty na flet, na dwa klawesyny, na gambę, na róg, na organy i obój, wiele utworów kameralnych, utworów na fortepian i na organy oraz pieśni.
Napisał też wiele prac z zakresu muzykologii.

## Publikacje
- Beiträge zu einer neuen Musikkunde, Berlin 1947/1948
- Praktische Harmonielehre, Berlin 1950
- Einführung in die moderne Musik, Halle 1950
- Neue Formen der Mehrstimmigkeit, 1960
- Der Schlüssel zur Musik von heute
- Grundlagen einer musikalischen Umweltkunde
- Kultur als Massenware